# Валідрогі
Валідрогі (пол. Walidrogi, нім. Schulenburg) — село в Польщі, у гміні Тарнув-Опольський Опольського повіту Опольського воєводства.
Населення — 206 осіб (2011).

## Демографія
Демографічна структура станом на 31 березня 2011 року:
|          | Загалом | Допрацездатний вік | Працездатний вік | Постпрацездатний вік |
| -------- | ------- | ------------------ | ---------------- | -------------------- |
| Чоловіки | 94      | 11                 | 69               | 14                   |
| Жінки    | 112     | 22                 | 73               | 17                   |
| Разом    | 206     | 33                 | 142              | 31                   |